# Transeius soniae
Transeius soniae är en spindeldjursart som beskrevs av Zannou, Moraes och Oliveira 2007. Transeius soniae ingår i släktet Transeius och familjen Phytoseiidae. Inga underarter finns listade i Catalogue of Life.